# الأندلس.. التاريخ المصور (كتاب)
كتاب الأندلس.. التاريخ المصور هو كتاب تاريخي، من تأليف دكتور طارق السويدان، ويعتبر الكتاب مرجع هام وملخص تاريخي لأهم الأحداث في العهد الإسلامي الأندلسي.

## العناوين الرئيسية للكتاب
قسم المؤلف الكتاب إلى أربعة أبواب رئيسية يندرج تحتها عدة فصول وهي على النحو التالي :
1- الباب الأول : الفتح الإسلامي
أ- مقدمات الفتح
ب- موسى وطارق يفتحان الأندلس
ج- عهد الولاة
2- الباب الثاني : الدولة الأموية في الأندلس
أ- عبد الرحمن الداخل (صقر قريش)
ب- عهد الأمراء الأمويين
ج- عهد الخليفة عبد الرحمن الناصر
د- عهد الحاجب المنصور
3- الباب الثالث دويلات الطوائف وملوك المغرب
أ- دويلات الطوائف
ب- عهد المرابطين
ج- عهد الموحدين
4- الباب الرابع : نهاية الأندلس
أ- تفكك الأندلس
ب- بنو مرين
ج- مملكة غرناطة
د- سقوط غرناطة ونهاية الأندلس